# آكلو النار
آكلو النار (بالإنجليزية: The Fire-Eaters) هو رواية أطفال صدرت عام 2003، من تأليف الكاتب البريطاني ديفيد ألموند.

## ملخص القصة
تدور أحداث الرواية في عام 1962، قبيل وخلال أزمة الصواريخ الكوبية. يعيش الصبي بوبي بيرنز في قرية كيلي باي الهادئة التي تعتمد على صناعة الفحم، والواقعة في مقاطعة نورثمبرلاند. بعد صيف ممتع قضاه هناك، تبدأ الأمور بالتغير مع قدوم الخريف؛ إذ يُصاب والده بمرض غامض، كما يعاني بوبي من صعوبات في التأقلم مع مدرسته الجديدة التي يسودها التنمر. ومع تزايد التوترات العالمية، يشعر بوبي بقلق متزايد من احتمال اندلاع حرب نووية.
صديقا بوبي، إيلسا سبينك ذات القدرات العجيبة، ومك نالتي المعروف بـآكل النار المجنون، يفتحان له عينيه على إمكانية حدوث المعجزات.

## الشخصيات الرئيسية
- روبرت أو بوبي بيرنز
- الأم
- الأب
- جوزيف كونور
- إلسا سبينك
- مك نالتي، آكل النار المجنون
- دانيال جواور، صديق بوبي في المدرسة
- السيد تود
- الآنسة بوت

## التقييم النقدي
كتبت مجلة مراجعات كيركس أن الرواية تشبه أرقى أعمال ديفيد ألموند، حيث تتميز بجوٍ مشحون وتعدد في الطبقات. وأضافت أنها رائعة ولا تُنسى، وتصل إلى مستوى أفضل أعمال ألموند. أما مجلة بابلشرز ويكلي فقد اختتمت تقييمها بالقول إن القراء الحساسين سيندهشون من قدرة ألموند على الإظهار بدلاً من الإخبار، من خلال أسلوبه الكتابي العميق والتأملي، والذي يكون أحيانًا غامضًا.

## الجوائز والترشيحات
فازت رواية آكلو النار بـجائزة نستله سمارتيس للكتاب (الميدالية الذهبية)، وجائزة ويتبريد لكتاب الأطفال للعام. كما وصلت إلى القائمة القصيرة لكل من جائزة الغارديان الأدبية وميدالية كارنيغي.